# Djinn (film 2013)
Djinn − emiracki film fabularny z 2013 roku, napisany przez Davida Tully'ego oraz wyreżyserowany przez Tobe'a Hoopera.
Akcja filmu toczy się w Zjednoczonych Emiratach Arabskich; bohaterowie fabuły mierzą się z mocami złowrogiego dżinna. Wyprodukowany przez studio Imagenation Abu Dhabi FZ obraz nakręcono w dwóch językach − angielskim i arabskim. Premierę projektu odwlekano od 2011 roku. Pierwsza projekcja filmu nastąpiła 30 października 2013; Djinn zyskał wówczas ograniczoną dystrybucję na terenie Stanów Zjednoczonych.

## Obsada
- Razane Jammal Salama
- Khalid Laith − Khalid
- Aiysha Hart Sarah
- May El Calamawy − Aisha

## Premiera
30 października 2013 roku nastąpiła premiera filmu na terenie Stanów Zjednoczonych. Djinn zyskał wówczas ograniczoną dystrybucję kinową. Nazajutrz, w święto halloween, obraz został wydany w kinach azjatyckich: w Zjednoczonych Emiratach Arabskich, Bahrajnie, Kuwejcie, Omanie oraz Katarze. 29 marca 2014 odbyła się premiera horroru w Tokio. Japońskim dystrybutorem filmu była firma Fine Films. 23 maja tego roku obraz opublikowano w Turcji, pod tytułem Cin.

## Recenzje
Albert Nowicki (His Name is Death) pisał: „Djinn to opowieść o budynku nawiedzonym przez wrogiego ludziom demona. Opowieść zatracona w natarczywej amerykanizacji, skrzyżowanie Dziecka Rosemary z The Grudge – Klątwą. Do kultury arabskiej film odnosi się tylko aluzyjnie, o tytułowym duchu niewiele mówiąc i nie roztaczając wokół niego aury grozy. Najciekawszym aspektem fabuły zdają się być nieszablonowi bohaterowie. Salama i Khalid nie posiadają tożsamości narodowej, na Bliski Wschód powracają z Okcydentu, po śmierci dziecka. Ich związek jest niejednoznaczny, bywa szorstki i napięty. Wątek, choć interesujący, nie ma jednak nic wspólnego z horrorem.”